# عاج فیل (فیلم ۱۹۸۰)
عاج فیل (انگلیسی: Tusk) فیلمی به کارگردانی آلخاندرو خودوروفسکی است که در سال ۱۹۸۰ منتشر شد. از بازیگران آن می‌توان به کریستوفر میچوم اشاره کرد.